# Chlorodrepana inaequisecta
Chlorodrepana inaequisecta es una especie de polilla de la familia Geometridae. La especie fue descrita por primera vez por Claude Herbulot habiendo sido descrita en 1999, con distribución en Bioko. El holotipo de la especie fue descrita en los bosques de la reserva científica de la Caldera de Luba, a una altitud de 1700 metros (5577,4 pies).